# Allendale East
Allendale East – miasto w Australii, w stanie Australia Południowa.